# Легкоатлетическая конфедерация Африки
Легкоатлетическая конфедерация Африки (англ. Confederation of African Athletics; фр. Confédération africaine d'athlétisme) — континентальная управляющая организация в лёгкой атлетике стран Африки.
Штаб-квартира находится в Дакаре. Президент конфедерации Хамад Калькаба Мальбум из Камеруна.

## Члены
| Северный регион       | Северный регион                                               |
| --------------------- | ------------------------------------------------------------- |
| Алжир                 | Легкоатлетическая федерация Алжира                            |
| Ливия                 | Легкоатлетическая федерация Ливии                             |
| Марокко               | Легкоатлетическая федерация Марокко                           |
| Тунис                 | Легкоатлетическая федерация Туниса                            |
| Западный регион       |                                                               |
| Бенин                 | Легкоатлетическая федерация Бенина                            |
| Буркина-Фасо          | Легкоатлетическая федерация Буркина-Фасо                      |
| Кабо-Верде            | Легкоатлетическая федерация Кабо-Верде                        |
| Кот-д’Ивуар           | Легкоатлетическая федерация Кот-д’Ивуара                      |
| Гамбия                | Легкоатлетическая ассоциация Гамбии                           |
| Гана                  | Легкоатлетическая ассоциация Ганы                             |
| Гвинея                | Легкоатлетическая федерация Гвинеи                            |
| Гвинея-Бисау          | Легкоатлетическая федерация Гвинеи-Бисау                      |
| Либерия               | Легкоатлетическая федерация Либерии                           |
| Мали                  | Легкоатлетическая федерация Мали                              |
| Мавритания            | Легкоатлетическая федерация Мавритании                        |
| Нигер                 | Легкоатлетическая федерация Нигера                            |
| Нигерия               | Легкоатлетическая федерация Нигерии                           |
| Сенегал               | Легкоатлетическая федерация Сенегала                          |
| Сьерра-Леоне          | Легкоатлетическая ассоциация Сьерра-Леоне                     |
| Того                  | Легкоатлетическая федерация Того                              |
| Восточный регион      |                                                               |
| Джибути               | Легкоатлетическая федерация Джибути                           |
| Египет                | Египетская легкоатлетическая федерация                        |
| Эритрея               | Эритрейская легкоатлетическая федерация                       |
| Эфиопия               | Эфиопская легкоатлетическая федерация                         |
| Кения                 | Федерация лёгкой атлетики Кении                               |
| Сомали                | Сомалийская легкоатлетическая федерация                       |
| Судан                 | Суданская легкоатлетическая федерация                         |
| Танзания              | Федерация лёгкой атлетики Танзании                            |
| Уганда                | Угандская легкоатлетическая федерация                         |
| Центральный регион    |                                                               |
| Бурунди               | Легкоатлетическая федерация Бурунди                           |
| ЦАР                   | Легкоатлетическая федерация Центрально-Африканской республики |
| Республика Конго      | Легкоатлетическая федерация Республики Конго                  |
| Чад                   | Легкоатлетическая федерация Чада                              |
| Камерун               | Легкоатлетическая федерация Камеруна                          |
| ДР Конго              | Легкоатлетическая федерация Демократической Республики Конго  |
| Габон                 | Легкоатлетическая федерация Габона                            |
| Экваториальная Гвинея | Легкоатлетическая федерация Экваториальной Гвинеи             |
| Руанда                | Легкоатлетическая федерация Руанды                            |
| Сан-Томе и Принсипи   | Легкоатлетическая федерация Сан-Томе и Принсипи               |
| Южный регион          |                                                               |
| Ангола                | Легкоатлетическая федерация Анголы                            |
| Ботсвана              | Ботсванская легкоатлетическая федерация                       |
| Коморы                | Легкоатлетическая федерация Коморских островов                |
| Лесото                | Легкоатлетическая ассоциация Лесото                           |
| Мадагаскар            | Легкоатлетическая федерация Мадагаскара                       |
| Малави                | Легкоатлетическая ассоциация Малави                           |
| Мозамбик              | Легкоатлетическая федерация Мозамбика                         |
| Маврикий              | Федерация лёгкой атлетики Маврикия                            |
| Намибия               | Федерация лёгкой атлетики Намибии                             |
| ЮАР                   | Легкоатлетическая федерация ЮАР                               |
| Сейшельские Острова   | Легкоатлетическая федерация Сейшельских островов              |
| Эсватини              | Легкоатлетическая ассоциация Свазиленда                       |
| Замбия                | Легкоатлетическая ассоциация Замбии                           |
| Зимбабве              | Легкоатлетическая ассоциация Зимбабве                         |